# Svale

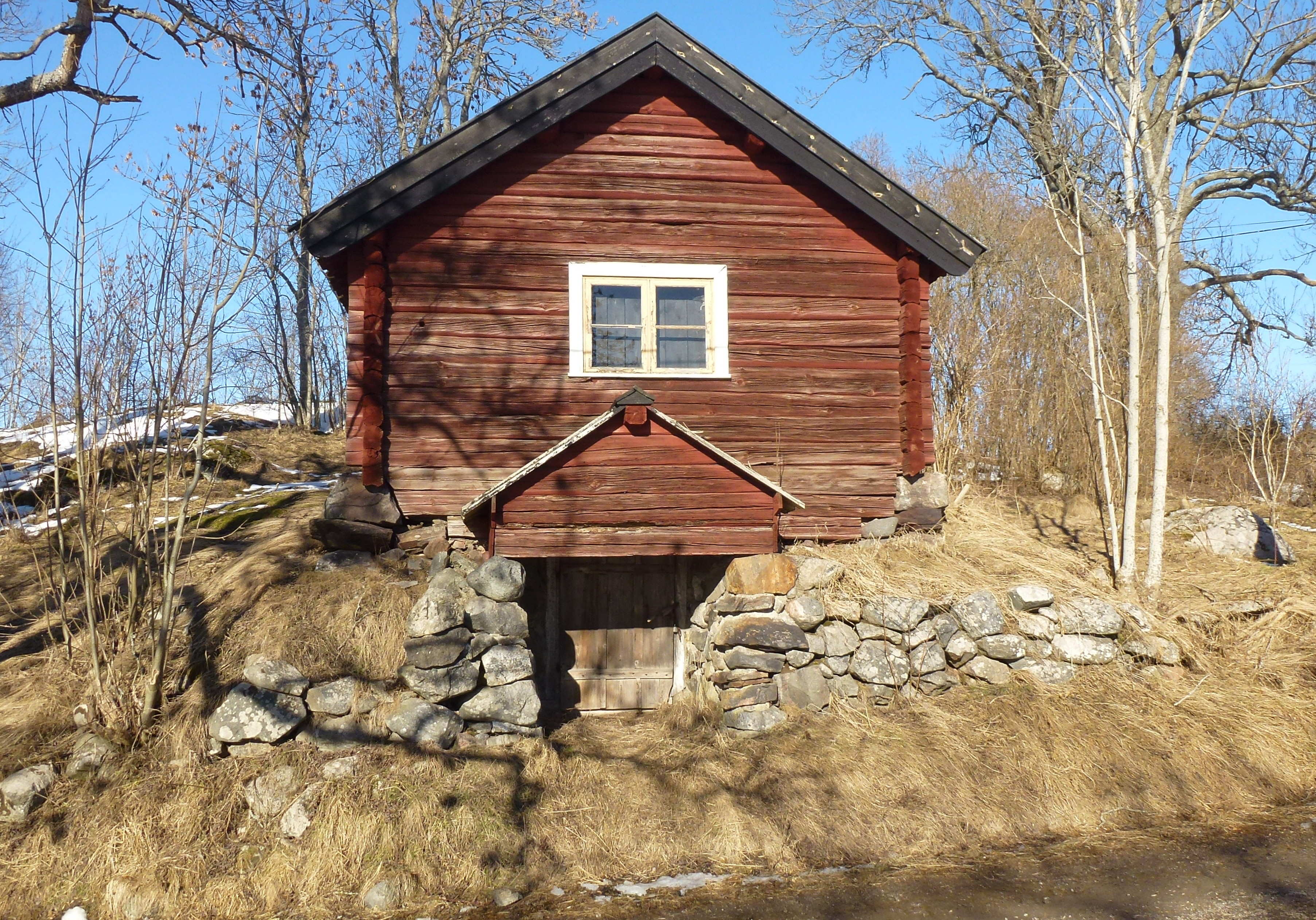
Källarstuga med svale över källaringången (Lundby parstuga).

Svale är en byggnadsdel utanför den egentliga huskroppen och som oftast begränsas av en ytterdörr och en dörr inåt huskroppen. Den kan ha väggar eller utgöras av ett tak på stolpar och kan leda in i samma våningsplan eller rymma en källartrappa. I Västsverige har ordet använts om farstun på ett hus, förrummet till en jordkällare med mera och som synonym till äldre tiders skafferi. Numera kan man där använda det för trappuppgången i ett flerbostadshus
Ett syfte med att ha en svale har varit att ha en luftsluss så att kalluft utifrån inte kyler ned rummet innanför i onödan. Det vindfång som finns bland annat i vissa offentliga lokaler med två ytterdörrar, som restauranger, tillämpar samma princip.
En tillkommande fördel med en svale var att man fick ytterligare en tempererad zon där man kunde förvara mat, blommor m.m. som inte trivdes eller borde förvaras vare sig inom- eller utomhus.
Svalen är nära besläktad med och delvis att jämställa med svalgång.